# Cultura arqueològica
Una cultura arqueològica és la suma dels conjunts d'artefactes i altres elements materials (construccions, restes de camins, de canals, etc.) corresponents a una època i un lloc (jaciment o regió) determinats. Els artefactes trobats en jaciments d'una mateixa època que comparteixen característiques semblants es reuneixen en tipologies que, al seu torn, s'agrupen en un conjunt si tots aquests formen una cultura arqueològica.
Així, una cultura arqueològica és només una sistematització dels elements materials obtinguts durant les excavacions, una convenció de caràcter artificial que serveix als arqueòlegs per a ordenar les dades obtingudes en aquestes. No ha de ser, ni de bon tros, el reflex cultural d'un grup humà concret i diferenciat dels altres grups humans, distorsió en què s'ha incorregut amb molta facilitat fins al segle xx.
Per això, segons alguns autors, el més indicat seria utilitzar els termes cronocultura o complex tecnologicoestilístic per a referir-nos a aquests conjunts artefactuals. D'altres, en canvi, consideren que un tecnocomplex és una fase evolutiva cultural independent de l'espai i del temps.

## Cronocultura com a sinònim de poble
La identificació de cultures arqueològiques amb pobles o ètnies va ser utilitzada abundantment en els discursos de construcció de les identitats nacionals europees, que presentaven ibers, celtes o germans com els gèrmens mítics que legitimaven històricament els estats moderns. El terme cultura s'assimila a la gent, a les seves tradicions i costums associats, així que el seu ús en contextos arqueològics atorga racionalitat a simples elements materials.

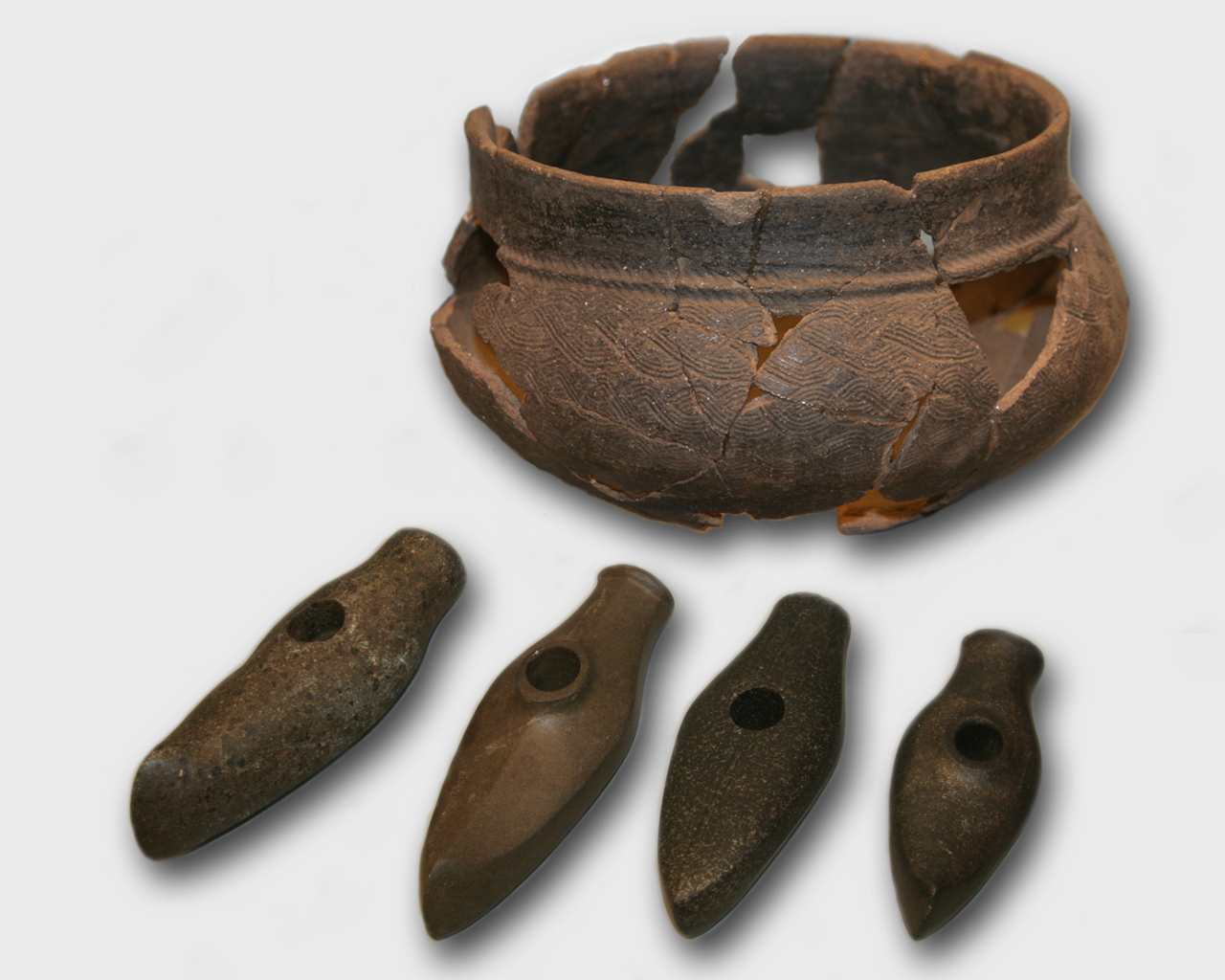
Elements materials mitjançant els quals s'identifica la variant balticoescandinava de la cultura de la ceràmica cordada (de la destral amb forma de pot): vas ceràmic i destrals de pedra

La utilització del terme cultura va ser introduïda en l'arqueologia pels etnògrafs alemanys del segle xix, en distingir entre la Kultur dels grups tribals o rurals, i la Zivilisation dels pobles urbans. En la segona part d'aquest segle, arqueòlegs d'Escandinàvia i Europa central incrementaren l'ús del concepte alemany de cultura per descriure els diferents grups que es distingien en el registre arqueològic de jaciments o regions concretes, sovint al costat i/o com a sinònim de civilització.
Ja al segle xx, el prehistoriador alemany Gustaf Kossinna va convertir el concepte de cultura arqueològica en una cosa bàsica en la disciplina: Kossinna veia el registre arqueològic com un mosaic de cultures clarament definides (o Kultur-Gruppen) i fortament associades a la idea d'ètnia. Estava particularment interessat a reconstruir els moviments del que ell veia com a ancestres prehistòrics directes dels germans, eslaus, celtes i altres grans grups indoeuropeus, amb l'objectiu de rastrejar l'ètnia ària fins a la seva terra d'origen (Urheimat). El caràcter racista dels postulats de Kossina no va tenir gran repercussió fora d'Alemanya, però els seus conceptes bàsics, despullats de les seves connotacions ètniques van ser adoptats per V. Gordon Childe i Franz Boes, els més influents arqueòlegs de Gran Bretanya i EUA, respectivament. Childe, en particular, va ser el responsable de la definició de cultura arqueològica que s'ha aplicat generalment fins als anys 70 del segle XX:
| « | Trobem cert tipus de restes -atuells, implements, ornaments, ritus d'enterrament i formes d'habitació- molt recurrents. A aquest complex de trets associats, el podríem anomenar "grup cultural" o simplement "cultura". Suposem que cada un d'aquests complexos és l'expressió material del que avui diríem un "poble" (Childe, 1929: v-vi). | » |

Aquesta definició pressuposa que els objectes són l'expressió material de les regles culturals que regeixen la conducta dels individus i formen les seves idees, delimitant així la seva cultura. Tal enfocament crea la tendència a destacar les diferències existents entre els artefactes de suposades cultures, en lloc d'intentar trobar les similituds entre aquests objectes; tendeix a particularitzar en comptes de generalitzar. A més, genera una visió immobilista de les cultures, explicant sempre els canvis com a conseqüència d'influències externes, mai com a resultat d'una evolució pròpia: o per migracions de pobles o per difusió d'idees. A causa d'això, nombrosos arqueòlegs han posat en dubte posteriorment aquesta suposada connexió intrínseca entre cultura material i societats humanes.

Artefactes característics dels aixovars funeraris campaniformes
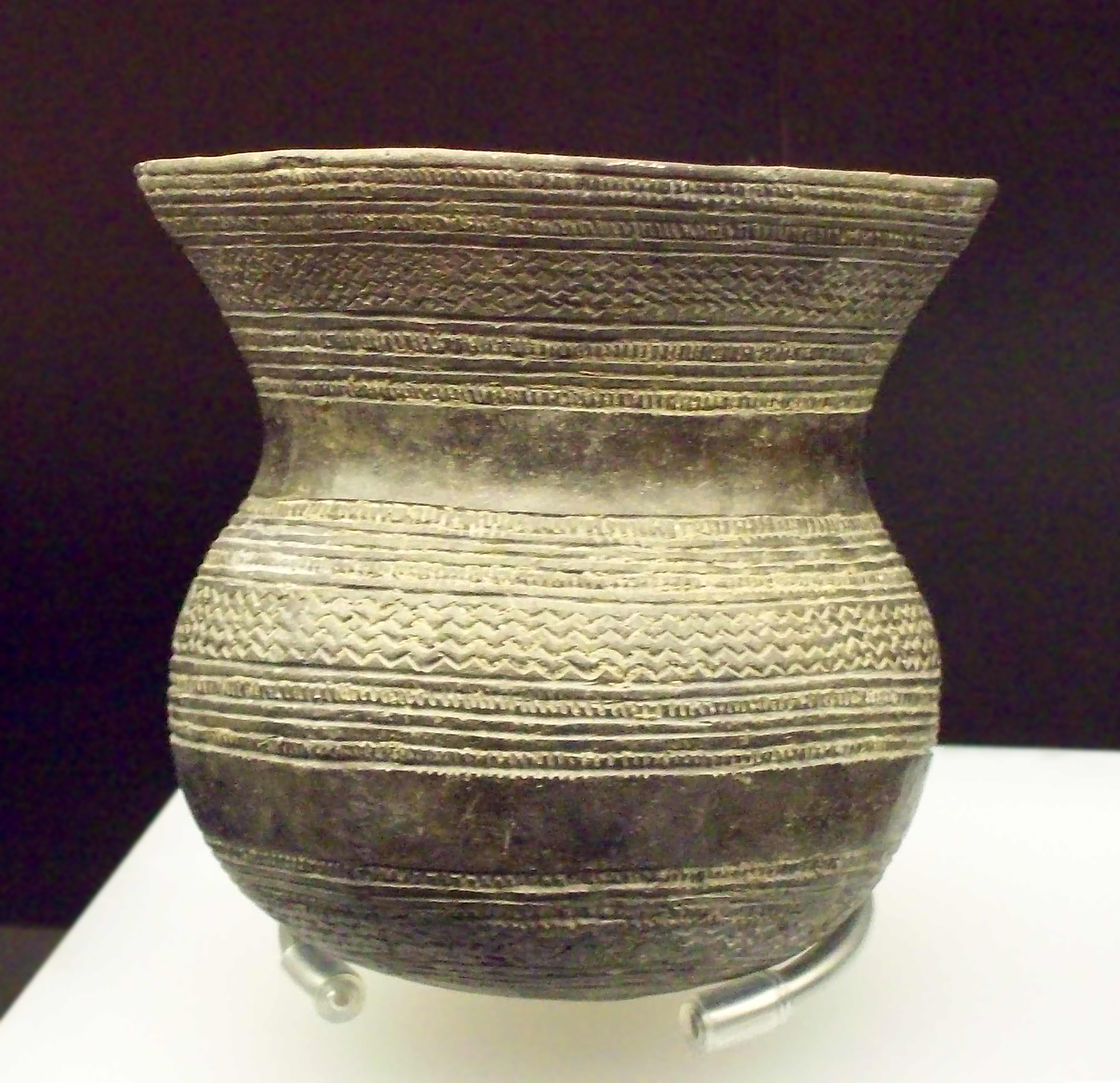
Vas ceràmic
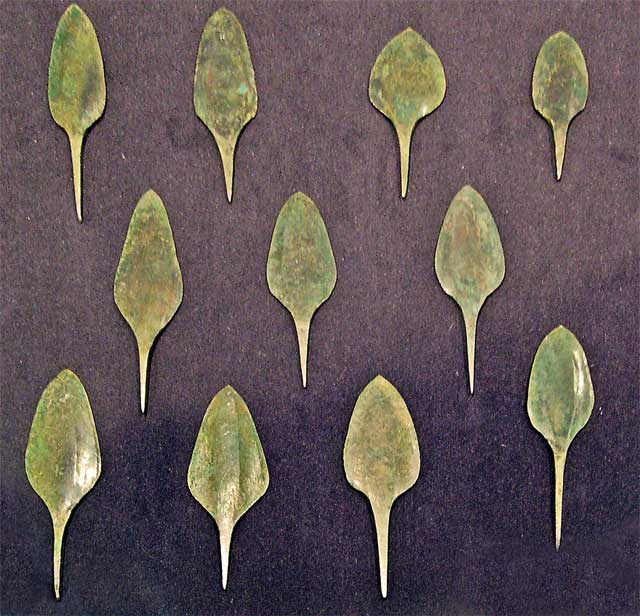
Puntes de tipus Palmela
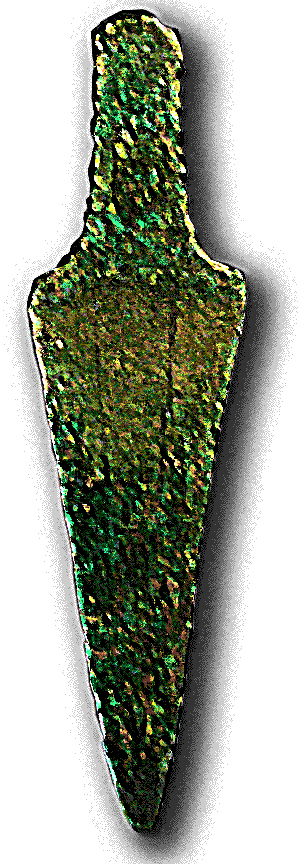
Punyal de llengüeta
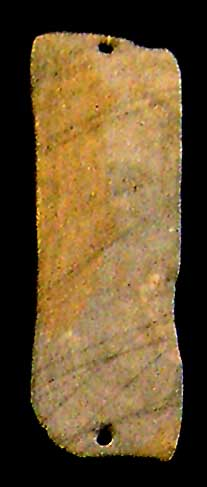
Braçalet d'arquer

## Rebuig a l'ús tradicional del terme
Els primers a fer-ho van ser els seguidors de la nova arqueologia, durant els anys seixanta i setanta del segle xx. El llavors nou corrent d'investigació defensava l'ús de la teoria i del mètode científic en l'arqueologia, rebutjant els procediments dels prehistoriadors "tradicionals" per simplistes i especulatius. Investigadors com Kent Flannery, Lewis Binford o Colin Renfrew van criticar la possibilitat que existís una equivalència entre restes materials i pobles, i que la difusió fos capaç d'explicar les causes dels canvis socials.
Un dels principals detractors en va ser el britànic Ian Hodder, gran divulgador de l'arqueologia postprocesual i director de les excavacions a Çatalhöyük. Hodder realitzà un estudi etnoarqueològic entre les tribus del llac Baringo (Kenya), on va arribar a la conclusió que alguns elements de la cultura material d'aquests pobles s'utilitzaven com a diferenciadors tribals, mentre que d'altres no, sent usats de manera similar entre membres de tribus diferents. Aquesta apreciació va posar sobre avís tots els arqueòlegs que sistemàticament relacionaven, d'una manera una mica simplista, una determinada cultura material amb uns suposats grups ètnics humans. No es podia utilitzar únicament la cultura material per a la reconstrucció de grups humans.
Un exemple actual il·lustrarà fàcilment la qüestió: molts dels objectes de la cultura material moderna es poden trobar en pràcticament tots els llocs del món (determinades marques de begudes gasoses, de roba esportiva o de carrer, de telèfons mòbils, etc.), generant una certa uniformitat material universal, sense que per això se'ns acudiria dir que tots els seus usuaris pertanyin a una mateixa cultura.

## Exemples de cultures arqueològiques
- Cultura del vas campaniforme.
- Cultura de la ceràmica cordada.
- Cultura dels vasos d'embut.
- Cultura dels camps d'urnes.
- Cultura de Hallstatt.
- Cultura Valdivia.
- Cultura Vicús.